# Hacıcavadlı
Hacıcavadlı är en ort i Azerbajdzjan.   Den ligger i distriktet Cəlilabad Rayonu, i den sydöstra delen av landet, 180 km sydväst om huvudstaden Baku. Hacıcavadlı ligger 65 meter över havet och antalet invånare är 569.
Terrängen runt Hacıcavadlı är platt åt nordost, men åt sydväst är den kuperad. Runt Hacıcavadlı är det ganska tätbefolkat, med 160 invånare per kvadratkilometer.. Närmaste större samhälle är Dzhalilabad, 10,6 km norr om Hacıcavadlı.
Trakten runt Hacıcavadlı består till största delen av jordbruksmark.